# Deuterophysa furvitermen
Deuterophysa furvitermen là một loài bướm đêm trong họ Crambidae.